# Hercostomus flavipes
Hercostomus flavipes är en tvåvingeart som först beskrevs av Roder 1884.  Hercostomus flavipes ingår i släktet Hercostomus och familjen styltflugor. Inga underarter finns listade i Catalogue of Life.